# Ludwig Kattenstroth
Ludwig Kattenstroth (* 13. März 1906 in Kattenstroth, Kreis Wiedenbrück; † 31. August 1971 in Bonn-Bad Godesberg) war ein deutscher Beamter und sowohl Staatssekretär im Bundesschatzministerium als auch im Bundesministerium für Arbeit und Sozialordnung.

## Leben

### Studium und berufliche Laufbahn bis zum Zweiten Weltkrieg
Nach dem Abitur 1925 am Evangelisch Stiftischen Gymnasium Gütersloh absolvierte er eine dreijährige Berufsausbildung in einer Seidenweberei und war danach als Handlungsgehilfe tätig. Im Anschluss absolvierte er zwischen 1928 und 1932 ein Studium der Rechts- und Staatswissenschaften an der Eberhard Karls Universität Tübingen, Christian-Albrechts-Universität zu Kiel, Ludwig-Maximilians-Universität München sowie der Friedrich-Wilhelms-Universität zu Berlin und wurde nach Beendigung des Studiums Wissenschaftlicher Assistent an der dortigen Juristischen Fakultät. Dort war er anfangs am Lehrstuhl von Martin Wolff tätig, der 1934 wegen seiner jüdischen Herkunft seine Lehrbefugnis verlor und 1938 nach England emigrierte.
Im Anschluss wurde er 1934 Referent bei der Reichsgruppe Industrie, der Nachfolgeorganisation des Reichsstandes der Deutschen Industrie (RDI), ehe er schließlich 1939 zusätzlich eine Tätigkeit als Rechtsanwalt aufnahm. 1940 wurde er Mitarbeiter beim Reichskommissar für die besetzten Niederlande sowie danach 1941 beim Militärbefehlshaber in Frankreich, und geriet dabei zuletzt während des Zweiten Weltkrieges in französische Kriegsgefangenschaft.
Nach dem Ende des Zweiten Weltkrieges wurde er 1947 Mitarbeiter in der Dokumentenabteilung des Internationalen Militärgerichtshof in Nürnberg sowie 1948 in der Wirtschaftsverwaltung des Vereinigten Wirtschaftsgebiets, wo er Leiter des Rechtsreferats war.

### Aufstieg zum Staatssekretär in der Bundesrepublik
Mit der Gründung der Bundesrepublik Deutschland wurde Kattenstroth als Angestellter 1949 Leiter der Abteilung II (Wirtschaftsordnung, seit 1953 Wirtschaftsordnung und -förderung) im Bundeswirtschaftsministerium. 1953 erfolgte seine Übernahme in das Beamtenverhältnis sowie die Ernennung zum Ministerialdirektor. 1954 wurde er Leiter der Abteilung Z (Zentralabteilung), ehe er von 1956 bis 1962 Leiter der Abteilung III des Bundeswirtschaftsministeriums war, die die Zuständigkeit für Bergbau, Energie und Wasserwirtschaft, Eisen und Stahl sowie die Europäische Gemeinschaft für Kohle und Stahl (EGKS) innehatte. Damit gehörte Kattenstroth zu den engeren Mitarbeitern von Bundeswirtschaftsminister Ludwig Erhard in der Zeit des Wirtschaftswunders.
1962 wechselte er ins Bundeskanzleramt und war dort ein Jahr lang Leiter der für Wirtschaft, Finanzen und Soziales zuständigen Abteilung II.
Im Anschluss an diese Tätigkeit wurde er zunächst am 5. Juni 1963 Staatssekretär im Bundesschatzministerium, ehe er danach zwischen 1965 und 1969 Staatssekretär im Bundesministerium für Arbeit und Sozialordnung war. 1969 verfasste er für den Wirtschaftsrat der CDU die Abhandlung Produktive Sozialpolitik.

## Sonstiges
1953 heiratete er Annie Kattenstroth geb. Kaiser. Er war Mitglied der Studentenverbindungen VDSt Kiel und VDSt Tübingen im VVDSt. Sein Nachlass befindet sich im deutschen Bundesarchiv.